# Yblet de Challant
 (janvier 2020).
Si vous disposez d'ouvrages ou d'articles de référence ou si vous connaissez des sites web de qualité traitant du thème abordé ici, merci de compléter l'article en donnant les références utiles à sa vérifiabilité et en les liant à la section « Notes et références ».
Yblet ou Iblet de Challant (né vers 1330– Verrès le 21 septembre 1409) (également italianisé en Ibleto di Challant) noble valdôtain de la maison de Challant. Il fut un des plus puissants membres de la maison de Challant.
À la suite d’héritage, il réunit une grande partie des biens de sa famille et reçoit en récompense de ses multiples services de nombreux fiefs des comtes et ducs de Savoie Amédée VI de Savoie, Amédée VII de Savoie et Amédée VIII de Savoie pour lesquels il exerce de 1379 à 1404 la charge de capitaine général et de gouverneur du Piémont.
Homme d'armes et condottiere, il a mené plusieurs campagnes militaires notamment à Naples, en France et en Valais.

## Biographie

### Origine
Il apparaît dans les textes sous le nom d’Yblet ou d’Iblet, il s’agit en fait d’un diminutif du nom porté par son grand-père le vicomte d’Aoste Ébal Ier de Challant dit le Grand. Iblet était en effet le fils de Jean de Challant fils d’Ébal Ier de Challant et il reçoit de son père en héritage les seigneuries de Challant, Montjovet, Chenal, Saint-Vincent et Graines.

### Un grand féodal
En 1362, il prend d’assaut pour le compte du comte Amédée VI de Savoie le château de Castruzzone, près d’Ivrée. En 1366 il suit le « comte Vert », lors de son expédition militaire en Orient destinée à porter secours à son cousin l’empereur Jean V Paléologue et il participe le 22 août à la reprise de Gallipoli aux Turcs et à la défaite des troupes du tsar de Bulgarie Ivan Alexandre lors de la campagne de Bulgarie en janvier 1367.
Iblet de Challant est un auxiliaire fidèle des comtes de Savoie dans leur politique de prise du contrôle du Canavais et du Piémont.
En 1377, il n'hésite pas à retenir prisonnier environ un an dans son château de Montjovet l’évêque de Vercelli Giovanni Fieschi, pour l’obliger à céder la seigneurie de Biella au comte de Savoie. En 1379, il reçoit la charge de gouverneur du Piémont qu’il exercera jusqu’en 1404.
Toujours sous les ordres d’Amédée VI de Savoie, il participe à l’expédition de Naples mené par Louis Ier d’Anjou, pendant laquelle meurt de la peste en 1383 à Montesarchio son fils ainé et héritier Amédée. Après la mort la même année d’Amédée VI de Savoie, il devient un conseiller et un ambassadeur du nouveau comte Amédée VII de Savoie le « comte Rouge » et de sa mère Bonne de Bourbon.
En juillet 1384, il commande les troupes savoyardes lors de l’assaut contre Sion révoltée contre son évêque Édouard de Savoie. En 1385, il reçoit d’Amédée VII de Savoie avec son cousin Aymon de Challant seigneur de Fénis l’ordre de chevalier du collier de Savoie.
Iblet de Challant fut également bailli du Val de Suse, podestat d’Ivrée, ambassadeur et conseiller d’Amédée VI et de la comtesse Bonne de Bourbon recteur de Bielle, Quiers, Turin, Pignerol et Nice, ministre du comte de Savoie, châtelain de Veillane et de Prangins.
Après la disparition prématurée d’Amédée VII de Savoie, il est envoyé par son fils le nouveau comte Amédée VIII de Savoie en 1400 auprès du Philippe II de Bourgogne pour négocier son mariage avec sa fille Marie de Bourgogne.
Il hérite en 1385 de Pierre de Challant Cly le fief de Châtel-Saint-Denis près de Fribourg et en 1386 de ses oncles Pierre et Jacques de Challant le fief d’Andorno, il est également investi de Châtel-Argent et reçoit en don des comtes de Savoie les fiefs de Surpierre (1399), Gaglianico (1383) et d’une partie de Saint-Pierre (1392).
Iblet de Challant, qui avait fait son testament le 15 février 1405, meurt le 21 septembre 1409 dans son château de Verrès. Il est inhumé dans la chapelle de la prévôté de Saint-Gilles à Verrès qu’il avait fait édifier quelques années auparavant.

### Verrès et Issogne
Le 1er mai 1372, il est investi officiellement par Amédée VI de Savoie du fief de Verrès, qui lui avait déjà été confié quelques années plus tôt (1360), Il est à l’origine de la construction de l’actuel château de Verrès, une puissante forteresse constituée d’un cube de 30 mètres de côtés qui devient sa principale résidence.
Les travaux de construction durent environ 30 ans et ils ne furent terminés que vers 1390, comme le rappelle une inscription sur l’architrave de la première porte que l’on voit lorsque l’on monte au premier étage.
En 1379, il acquiert de l’évêque d’Aoste le fief d’Issogne, devenant ainsi le seigneur de tout le val d'Ayas et d'une partie de la vallée principale. Il commence à rebâtir et à réaménager le château d'Issogne qui était précédemment une résidence épiscopale.

## Unions et postérité
Iblet eut deux épouses :
1) sa cousine Jacquemette de Challant, fille de Pierre II de Challant seigneur de Châtillon et de Marguerite de Gruyère, dont il reçoit pour dot la seigneurie de Châtillon après la mort de son frère Boniface II de Châtillon (1339-1361).
2) Jeanne de Nus, fille de Jacques seigneur de Nus et de Jeanne de Sarre.
De ses deux unions il a : 
- Jean mort après 1430 seigneur de Châtillon, Graines et de la vallée de Gressoney,
- Amédée mort de la peste le 28 février 1383 pendant la campagne de Naples sous les ordres d’Amédée VI de Savoie
- François mort le 28 avril 1442 destiné d’abord à la vie religieuse il fut dispensé des ordres à la mort de son frère aîné et il devient seigneur de Challant, Verrès, Issogne, Montjovet, Chenal et Saint-Vincent, et le 15 août 1424 fut nommé par le duc de Savoie 1er comte de Challant.
- Pierre mort peu après 1382.
- Antoinette épouse Louis Sarriod seigneur d’Introd
- Marguerite épouse Renato issu des Comtes de San Martino et co-seigneur de Strambino
- Catherine épouse Antonio Fieschi

Iblet laisse par ailleurs quatre enfants naturels.